# Leichtathletik-Weltmeisterschaften 2009/4 × 100 m der Frauen

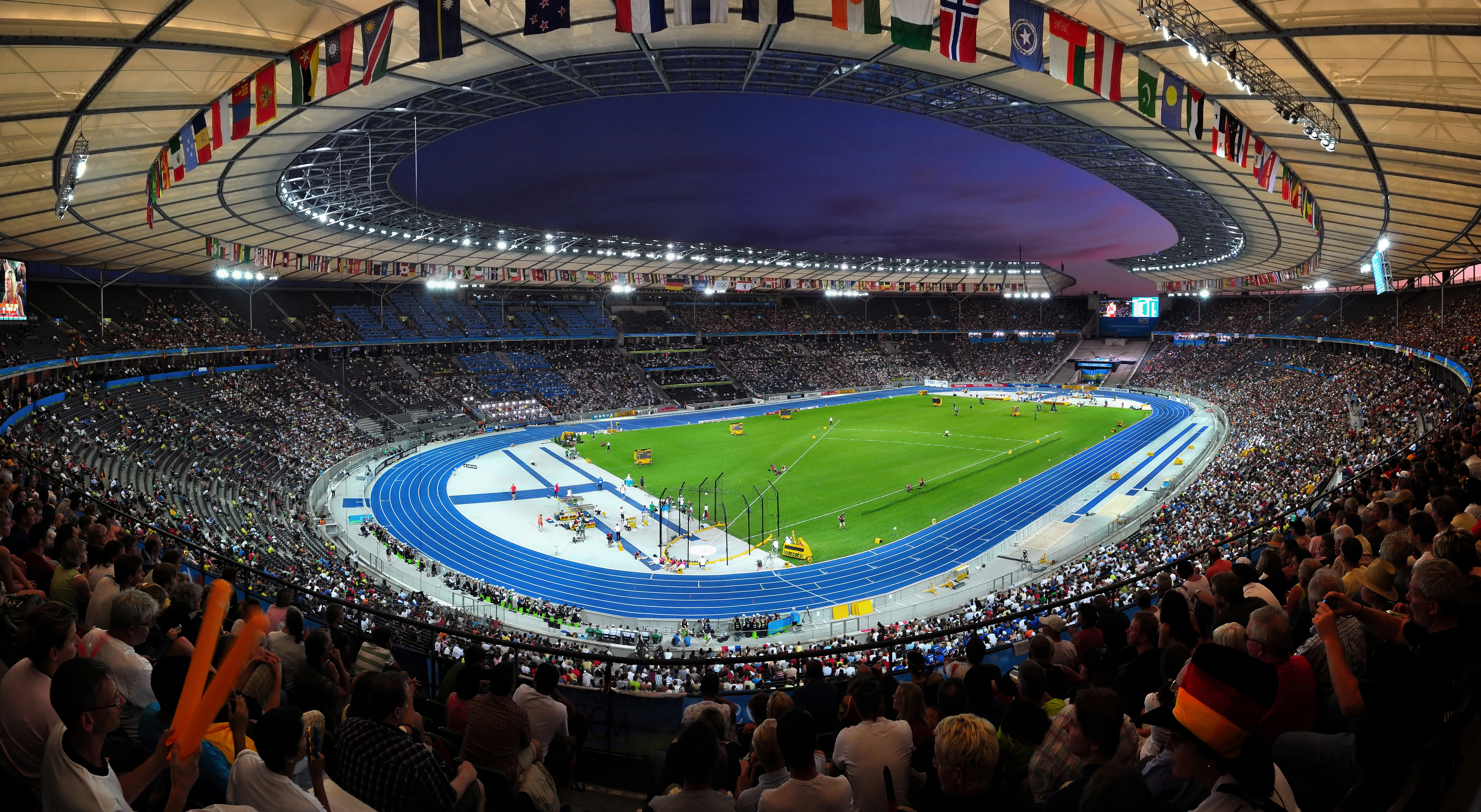
Das Berliner Olympiastadion während der Leichtathletik-Weltmeisterschaften

Die 4-mal-100-Meter-Staffel der Frauen bei den Leichtathletik-Weltmeisterschaften 2009 wurde am 22. August 2009 im Olympiastadion der deutschen Hauptstadt Berlin ausgetragen.
Weltmeister wurde Jamaika in der Besetzung Simone Facey, Shelly-Ann Fraser, Aleen Bailey und Kerron Stewart.

Den zweiten Platz belegte Bahamas mit Sheniqua Ferguson, Chandra Sturrup, Christine Amertil und Debbie Ferguson-McKenzie.

Bronze ging an Deutschland (Marion Wagner, Anne Möllinger, Cathleen Tschirch, Verena Sailer).

## Bestehende Rekorde
| Weltrekord | 41,37 s | DDR (Silke Gladisch, Sabine Rieger, Ingrid Auerswald, Marlies Göhr) | Canberra, Australien           | 6. Oktober 1985 |
| WM-Rekord  | 41,47 s | USA (Chryste Gaines, Marion Jones, Inger Miller, Gail Devers)       | WM 1997 in Athen, Griechenland | 9. August 1997  |

Der bestehende WM-Rekord wurde bei diesen Weltmeisterschaften nicht eingestellt und nicht verbessert.
Die Marke von 42 Sekunden wurde einmal unterboten. Die Weltmeisterstaffel aus Jamaika siegte im ersten Vorlauf mit 41,88 s und war damit schneller als im Finale.
Es gab einen neuen Landesrekord:
- 43,22 s – Trinidad und Tobago (Reyare Thomas, Kelly-Ann Baptiste, Ayanna Hutchinson, Semoy Hackett), 1. Vorlauf am 22. August

## Doping
Zwei Staffeln wurden disqualifiziert, weil Mitglieder dieser Teams gegen die Antidopingbestimmungen verstoßen hatten:
- Der positive Dopingbefund der Russin Julija Tschermoschanskaja, Russland führte dazu, dass die zunächst viertplatzierte russische Staffel disqualifiziert wurde. Tschermoschanskaja gehört zu den 98 Athleten, denen bei Nachtests kurz vor den Olympischen Spielen 2012 Verstöße gegen die Antidopingbestimmungen nachgewiesen wurden. Zahlreiche Resultate wurden ihr aberkannt wie den anderen betroffenen Athleten auch. Dazu gehörten ihre Staffelerfolge wie der Olympiasieg 2008 und auch ihr WM-Ergebnis 2009.[2] Die gedopte Läuferin wurde in der russischen Staffel im Vorlauf zwar nicht eingesetzt. Doch die Disqualifikation des russischen Teams bezieht sich auf die Staffel als Ganzes mit all ihren bei diesen Weltmeisterschaften erzielten Resultaten, also auch auf das Vorlaufergebnis.
- Die bei diesen Weltmeisterschaften genommene Dopingprobe der im Halbfinale ausgeschiedenen Nigerianerin Olutoyin Augustus erwies sich als positiv, was juristisch allerdings erst im April 2010 Gültigkeit bekam. Sie erhielt eine zweijährige Sperre endend am 18. August 2011. Ihre zwischenzeitlich erzielten Resultate wurden wie auch die Ergebnisse von diesen Weltmeisterschaften gestrichen. Davon betroffen war auch der 100-Meter-Hürdenlauf, in dem Augustus das Halbfinale erreicht hatte.[3]

Benachteiligt wurde eine Staffel, der die Finalteilnahme zugestanden hätte.

Auf Grundlage der Resultate in den Vorläufen rückte das Team aus Polen im dritten Vorlauf nach Disqualifikation der russischen Mannschaft auf den zweiten Rang vor. Mit dieser Platzierung hätte Polen am Finale teilnehmen können.

## Vorrunde
Die Vorrunde wurde in drei Läufen durchgeführt. Die ersten neiden Staffeln pro Lauf – hellblau unterlegt – sowie die darüber hinaus zwei zeitschnellsten Teams – hellgrün unterlegt – qualifizierten sich für das Halbfinale.

### Vorlauf 1
22. August 2009, 18:10 Uhr
| Platz | Staffel             | Besetzung                                                                    | Zeit (s) |
| ----- | ------------------- | ---------------------------------------------------------------------------- | -------- |
| 1     | Jamaika             | Simone Facey Shelly-Ann Fraser Aleen Bailey Kerron Stewart                   | 41,88    |
| 2     | Bahamas             | Sheniqua Ferguson Chandra Sturrup Christine Amertil Debbie Ferguson-McKenzie | 42,66    |
| 3     | Trinidad und Tobago | Reyare Thomas Kelly-Ann Baptiste Ayanna Hutchinson Semoy Hackett             | 43,22 NR |
| 4     | Ukraine             | Olena Tschebanu Natalija Pohrebnjak Marija Rjemjen Chrystyna Stuj            | 43,77    |
| 5     | St. Kitts und Nevis | Tanika Liburd Meritzer Williams Tameka Williams Virgil Hodge                 | 43,98    |
| 6     | Belgien             | Olivia Borlée Hanna Mariën Élodie Ouédraogo Anne Zagré                       | 43,99    |

### Vorlauf 2
22. August 2009, 18:20 Uhr
| Platz | Staffel        | Besetzung                                                               | Zeit (s) |
| ----- | -------------- | ----------------------------------------------------------------------- | -------- |
| 1     | Deutschland    | Marion Wagner Anne Möllinger Cathleen Tschirch Verena Sailer            | 42,96    |
| 2     | Kolumbien      | Yomara Hinestroza Felipa Palacios Darlenys Obregón Norma González       | 43,30    |
| 3     | Großbritannien | Laura Turner Montell Douglas Emily Freeman Emma Ania                    | 43,34    |
| 4     | Belarus        | Anna Bogdanowitsch Aksana Drahun Alena Kijewitsch Julija Neszjarenka    | 44,12    |
| 5     | Thailand       | Sangwan Jaksunin Orranut Klomdee Jutamass Tawoncharoen Jintara Seangdee | 44,59    |
| DOP   | Nigeria        | Olutoyin Augustus Halimat Ismaila Seun Adigun Damola Osayomi            | 46,54    |

### Vorlauf 3
22. August 2009, 18:30 Uhr
| Platz | Staffel   | Besetzung                                                                             | Zeit (s)                                     |
| ----- | --------- | ------------------------------------------------------------------------------------- | -------------------------------------------- |
| 1     | Brasilien | Rosemar Coelho Neto Lucimar Aparecida de Moura Thaíssa Presti Vanda Gomes             | 43,07                                        |
| 2     | Polen     | Iwona Ziólkowska Marta Jeschke Dorota Jędrusińska Iwona Brzeziska                     | 43,63 eigentlich für das Finale qualifiziert |
| 3     | Japan     | Chisato Fukushima Momoko Takahashi Mayumi Watanabe Maki Wada                          | 44,24                                        |
| DNF   | USA       | Lauryn Williams Alexandria Anderson Muna Lee Carmelita Jeter                          |                                              |
| DOP   | Russland  | Jewgenija Poljakowa Alexandra Fedoriwa Julija Guschtschina Natalia Rusakowa (Vorlauf) | 43,18 für das Finale zugelassen              |

## Finale

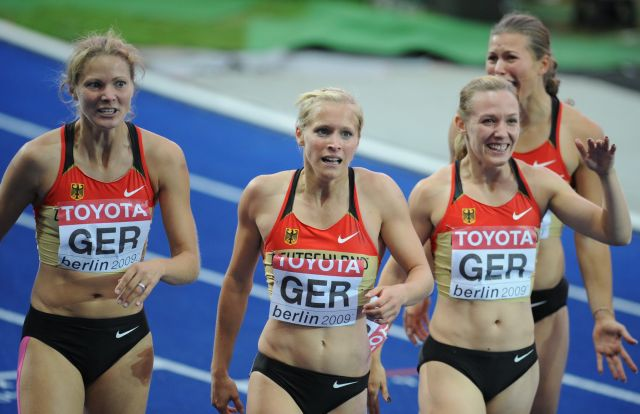
Das deutsche Bronzeteam (v. l. n. r.):
Marion Wagner, Verena Sailer, Cathleen Tschirch, Anne Möllinger

22. August 2009, 20:00 Uhr
| Platz | Staffel             | Besetzung | Zeit (s) |
| ----- | ------------------- | --- | -------- |
| 1     | Jamaika             | Simone Facey Shelly-Ann Fraser Aleen Bailey Kerron Stewart                                                                          | 42,06    |
| 2     | Bahamas             | Sheniqua Ferguson Chandra Sturrup Christine Amertil Debbie Ferguson-McKenzie                                                        | 42,29    |
| 3     | Deutschland         | Marion Wagner Anne Möllinger Cathleen Tschirch Verena Sailer                                                                        | 42,87    |
| 4     | Brasilien           | Rosemar Coelho Neto Lucimar Aparecida de Moura Thaíssa Presti Vanda Gomes                                                           | 43,13    |
| 5     | Großbritannien      | Laura Turner Montell Douglas Emily Freeman Emma Ania                                                                                | 43,16    |
| 6     | Trinidad und Tobago | Reyare Thomas Kelly-Ann Baptiste Ayanna Hutchinson Semoy Hackett                                                                    | 43,43    |
| 7     | Kolumbien           | Yomara Hinestroza Felipa Palacios Darlenys Obregón Norma González                                                                   | 43,71    |
| DOP   | Russland            | Jewgenija Poljakowa Alexandra Fedoriwa Julija Guschtschina Julija Tschermoschanskaja (Finale) im Vorlauf außerdem: Natalia Rusakowa | 43,00    |

## Video
- World Track & Field Berlin,Germany 2009 Women's 4x100, youtube.com, abgerufen am 7. Dezember 2020